# Raheem Francis
Raheem Francis (* 28. Mai 1996 in Basseterre-Trafalgar Village) ist ein Fußballspieler von St. Kitts und Nevis.

## Karriere

### Klub
Mindestens seit der Saison 2014/15 spielt er beim Village Superstars FC.

### Nationalmannschaft
Seinen ersten Einsatz für seine Nationalmannschaft erhielt er am 10. Mai 2015, bei einem 3:1 Freundschaftsspielsieg über Barbados. Hier wurde er in der 90.+4. Minute für Clyde Mitchum eingewechselt. 2016 folgte ein weiterer Kurzeinsatz in einem Freundschaftsspiel gegen Bermudas sowie zuletzt im März 2021 ein Einsatz gegen die Bahamas während der Qualifikation für die Weltmeisterschaft 2022.